# Coronel Murta
Coronel Murta est une municipalité brésilienne de l'État du Minas Gerais et la microrégion d'Araçuaí.